# Längdskidåkning vid olympiska vinterspelen 1968

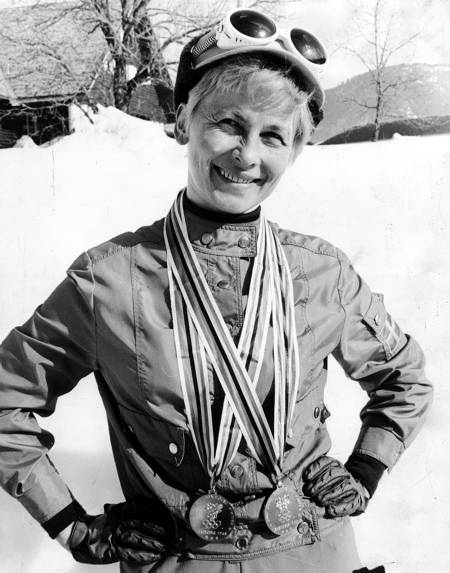
Toini Gustafsson från Sverige vann två guldmedaljer under spelen.

Resultat från tävlingarna i längdskidåkning vid olympiska vinterspelen 1968, som hölls i Grenoble, Frankrike. Norge vann sammanlagt sju medaljer; fyra guld, två silver och ett brons. Toini Gustafsson, Sverige stod för den bästa enskilda prestationen med sina två guld och ett silver (silvret dock i stafett). 

## Medaljörer

### Herrar
| Gren                         | Guld                                                            | Guld      | Silver                                                                | Silver    | Brons                                                                  | Brons     |
| 15 kilometer Detaljer...     | Harald Grønningen Norge                                         | 47:54,2   | Eero Mäntyranta Finland                                               | 47:56,2   | Gunnar Larsson Sverige                                                 | 48:33,2   |
| 30 kilometer Detaljer...     | Franco Nones Italien                                            | 1:35:39,2 | Odd Martinsen Norge                                                   | 1:36:28,9 | Eero Mäntyranta Finland                                                | 1:36:55,3 |
| 50 kilometer Detaljer...     | Ole Ellefsæter Norge                                            | 2:28:45,8 | Vjatjeslav Vedenin Sovjetunionen                                      | 2:29:05,5 | Josef Haas Schweiz                                                     | 2:29:14,8 |
| 4 x 10 kilometer Detaljer... | Norge Odd Martinsen Pål Tyldum Harald Grønningen Ole Ellefsæter | 2:08:33,5 | Sverige Jan Halvarsson Bjarne Andersson Gunnar Larsson Assar Rönnlund | 2:10:13,8 | Finland Kalevi Oikarainen Hannu Taipale Kalevi Laurila Eero Mäntyranta | 2:10:56,7 |

### Damer
| Gren                                | Guld                                                        | Guld    | Silver                                                      | Silver  | Brons                                                        | Brons   |
| 5 kilometer Detaljer...             | Toini Gustafsson Sverige                                    | 16:45,2 | Galina Kulakova Sovjetunionen                               | 16:48,2 | Alevtina Koltjina Sovjetunionen                              | 16:51,6 |
| 10 kilometer Detaljer...            | Toini Gustafsson Sverige                                    | 36:45,5 | Berit Mørdre Lammedal Norge                                 | 37:54,6 | Inger Aufles Norge                                           | 37:59,9 |
| 3 x 5 kilometer stafett Detaljer... | Norge Inger Aufles Babben Enger Damon Berit Mørdre Lammedal | 57:30,0 | Sverige Barbro Martinsson Toini Gustafsson Britt Strandberg | 57:51,0 | Sovjetunionen Alevtina Koltjina Rita Atjkina Galina Kulakova | 58:13,6 |